# 明智カイト
明智 カイト（あけち カイト、1977年7月9日 - ）は、日本の市民活動家、いのち　リスペクト。ホワイトリボン・キャンペーン代表。

## 活動
主に「子ども」「女性」「マイノリティ」の権利擁護や政策提言を行う。自身も中学生の時にいじめを受け、自殺未遂をした経験から「いのち リスペクト。ホワイトリボン・キャンペーン」を立ち上げて、「いじめ対策」「自殺対策」などのロビー活動を中心に行う。そのほか、国際連帯税、子育て支援、休眠預金活用法案などのロビー活動にも関わってきた。
2012年の自殺総合対策大綱の見直しでは、「性的マイノリティ」も自殺対策の対象に含めるように政府に対して働き掛けを行ってきた。その結果、政府の自殺総合対策大綱に性的マイノリティーへの自殺対策が初めて明記された。
国際連帯税の導入や、休眠預金の活用についても提言している。NPO法人「ストップいじめ！ナビ」メンバー、ソーシャルベンチャー・パートナーズ東京（SVP東京）パートナー。日本政策学校の講師も務める。

## 主張
選択的夫婦別姓
選択的夫婦別姓制度にも賛成。大きな農家や資産家でも、今の時代は女性の姓を名乗ってくれる男性をみつけるのは難しく、そのような場合に選択的夫婦別姓制度があれば、ひとつの解決策になる、と述べる。
ロビイストについて
アメリカでは職業としてのロビイストがいて、給料を貰ってるが、そのように非当事者の人が仕事の一環としてやっていく方が効率がよい、とする。ロビイングの基本は超党派での活動である。

## 人物
- 都議会議員の元で議員インターンシップを行い、その際にロビイストの存在を知り、政策を実現するためにロビイストとなった[7]。
- 自身が同性愛者であることを公表している[1]。

## 著書
- 『誰でもできるロビイング入門～社会を変える技術～』光文社新書、2015年。ISBN 978-4334038946。